# Gustav Hegi

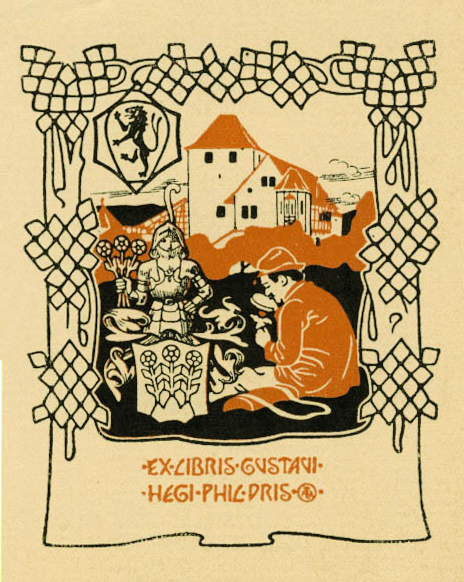
Ex-Libris de Gustav Hegi

Gustav Hegi (Rickenbach, 13 de novembro de 1876 — Küsnacht, 21 de abril de 1932) foi um botânico suíço.